# Политический кризис в Казахстане (1995)
Политический кризис в Казахстане разразился в марте 1995 года, приведя к роспуску парламента и отставке правительства. Позднее в том же году был проведён референдум о продлении полномочий президента, а затем принята новая конституция, ликвидировавшая, среди прочего, Конституционный суд. В результате кризиса с марта по декабрь 1995 года в Казахстане отсутствовала законно избранная законодательная власть.

## Предыстория
В марте 1994 года был избран парламент, «в котором сформировалась парламентская оппозиция. Её ядро составили большинство депутатов от фракций Социалистической партии, Федерации профсоюзов, Народного конгресса Казахстана, создавшие в парламенте группу „Прогресс“. Главным требованием оппозиции стал отказ от рекомендаций Международного валютного фонда».

## События
Одна из кандидатов в депутаты парламента на выборах 1994 года, Татьяна Квятковская, предъявила иск против Центральной избирательной комиссии в Конституционный суд Казахстана о нарушении Кодекса о выборах в Абылайхановском избирательном округе. После длительного разбирательства, 6 марта 1995 года Конституционный суд принял постановлении, где отмечалось, что «введённая Центризбиркомом методика подсчета голосов… по существу изменила установленную Кодексом о выборах избирательную систему. Тем самым Центризбирком нарушил ст. 60 Конституции, превысив свою компетенцию». Этим постановлением были поставлены под сомнение итоги выборов и, следовательно, легитимность самого парламента Т. Квятковская позднее в интервью утверждала, что «никак не ожидала, что дело примет такой оборот, вплоть до роспуска парламента…».
8 марта Президент внёс возражения на постановление Конституционного суда. 9 марта такое же возражение было внесено председателем Верховного Совета А. Кекильбаевым. 10 марта 1995 года Конституционный суд преодолел внесённые возражения. 11 марта Верховный Совет принял Конституционный закон «О внесении изменений и дополнений в Конституцию» и постановление «О приостановлении деятельности Конституционного суда». В тот же день Н. Назарбаев обратился в Конституционный суд с запросом о правовых последствиях постановления от 6 марта 1995 года. В запросе Президент просил дать разъяснения по следующим вопросам:
- Означает ли это постановление Конституционного суда неконституционность выборов в Верховный Совет, состоявшихся 7 марта 1994 года, а также неконституционность полномочий избранных депутатов Верховного Совета;
- Если полномочия депутатов парламента неконституционны, кто вправе принимать решения законодательного характера;
- Означает ли решение Конституционного суда, что Закон «О временном делегировании Президенту Республики Казахстан и главам местных администраций дополнительных полномочий» от 10 декабря 1993 года продолжает действовать[2][5].

В тот же день Конституционный суд в своем разъяснении дал положительные ответы на вопросы Президента, и парламент был распущен. В тот же день Президент подписал Указ «О мерах, вытекающих из постановления Конституционного суда РК от 6 марта 1995 года», а правительство в полном составе подало в отставку, которая была принята Президентом. В соответствии с законом о временном делегировании Президенту дополнительных полномочий, он назначил Премьер-министром А. Кажегельдина и поручил ему сформировать правительство. В тот же день Президентом была принята отставка Центризбиркома.

## Протесты
14 марта 130 депутатов парламента под председательством О. Сулейменова приняли Обращение «К избирателям Казахстана, к парламентам и международным организациям». В Обращении, в частности говорилось: «…Механизмов роспуска Верховного Совета предусмотрено только два:
- Самороспуск, когда большинство депутатов подают заявления о добровольном сложении депутатами полномочий.
- Отзыв депутатов своими избирателями.

Других правовых оснований для роспуска Верховного Совета и местных представительных органов ни в Конституции, ни в других законах РК не содержится. Поэтому мы считаем, что решения Конституционного суда и его толкование являются актами не правового, а политического характера. 12 марта 1995 года министр иностранных дел Казахстана на встрече с послами иностранных государств сделал заявление о том, что казахстанский парламент принял решение о „самороспуске“. Мы заявляем: такого решения не было и нет.»
В тот же день 72 депутата Парламента заявили о трехдневной голодовке. 16 марта 22 депутата отказались покинуть здание Верховного Совета. В своих заявлениях и интервью депутаты Парламента заявляли, что действия Конституционного суда и Президента являются совместной политической акцией, что их цель — получение дополнительных полномочий или такого парламента, который даст их президенту. Прогнозы экс-депутатов были пессимистичны — «Казахстан ожидают времена закрытия демократических институтов, коммунистического „единогласия“ и политических преследований» или «1. Демократические институты республики будут планомерно закрываться. 2. Страну ждет эпоха сведения на нет самой идеи многопартийности. 3. Начнутся политические преследования. 4. Насущные вопросы будут решаться „единогласно“ по указке Назарбаева и в соответствии с его прямыми выгодами».

## Последующие события
29 апреля 1995 года состоялся референдум о продлении сроков полномочия Президента до 2000 года. По официальным данным, в голосовании приняло участие свыше 91 % граждан, имевших право голосовать, свыше 95 % из них высказались за продление полномочий. В августе была принята новая конституция, проект которой был раскритикован в заявлении шести членов Конституционного суда; в декабре состоялись новые парламентские выборы.

## Реакция за рубежом
Россия заявила, что произошедшее — внутреннее дело Казахстана. Посол США в Казахстане У. Кортни сделал заявление, в котором назвал решение Конституционного суда торжеством демократии в республике. Страны СНГ поддержали заявление России и всячески пытались помочь Казахстану выйти из кризиса.